# Trojas
Trojas är en ort i Honduras.   Den ligger i departementet Departamento de Yoro, i den centrala delen av landet, 150 km norr om huvudstaden Tegucigalpa. Trojas ligger 321 meter över havet och antalet invånare är 1 068.
Terrängen runt Trojas är kuperad åt sydost, men åt nordväst är den platt. Runt Trojas är det ganska glesbefolkat, med 22 invånare per kvadratkilometer. Närmaste större samhälle är Esquipulas del Norte, 18,7 km öster om Trojas. Omgivningarna runt Trojas är en mosaik av jordbruksmark och naturlig växtlighet.